# Forestville (Wisconsin)
Forestville é uma vila localizada no estado norte-americano de Wisconsin, no Condado de Door.

## Demografia
Segundo o censo norte-americano de 2000, a sua população era de 429 habitantes.
Em 2006, foi estimada uma população de 396, um decréscimo de 33 (-7.7%).

## Geografia
De acordo com o United States Census Bureau tem uma área de
1,3 km², dos quais 1,3 km² cobertos por terra e 0,0 km² cobertos por água. Forestville localiza-se a aproximadamente 204 m acima do nível do mar.

## Localidades na vizinhança
O diagrama seguinte representa as localidades num raio de 28 km ao redor de Forestville.